# Temporada 1984-1985 de la UE Figueres
La segona temporada de la UE Figueres a Segona Divisió B va començar bé. L'agost, durant la pretemporada, el club va guanyar el seu segon Nostra Catalunya a l'estadi de Sarrià de Barcelona contra el CE Sabadell. Això no obstant, a la lliga els resultats de la primera volta no acompanyaven, fet que va provocar la destitució de l'entrenador Jordi Gonzalvo a la jornada 17. El va rellevar en el càrrec Pepe Pinto. Al final, l'equip va quedar classificat en cinquena posició, llunys de les posicions d'ascens (a 11 punts del segon, el Deportivo Aragón). Després de la lliga, l'equip va disputar la Copa de la Lliga de Segona Divisió B, però va caure eliminat en 1a ronda pel FC Barcelona C.

## Fets destacats
1984
- 29 de juliol: el Figueres disputa el primer partit amistós de la temporada, a Vilobí d'Onyar, contra el Reial Betis, amb empat a 0 gols.[4]
- 1 de setembre: primera jornada de lliga, al camp de la SD Compostela, que acabà amb empat a 2 gols.[5]
- 24 d'agost: el Figueres guanya la final del Torneig Nostra Catalunya a l'Estadi de Sarrià de Barcelona contra el CE Sabadell a la tanda de penals.[6]
- 28 de novembre: El Figueres cau eliminat de la Copa del Rei al camp del CE Sabadell CF, a la tornada de la segona ronda.[7]
- 25 de desembre: Jordi Golzalvo és destituït a la jornada 17 del campionat de lliga, amb el Figueres en 7a posició, i el substitueix en el càrrec Pepe Pinto.[1]

1985
- 19 de maig: última jornada de lliga, en la qual el Figueres empata al camp de l'Andorra (Terol).[8] L'equip acaba 5è classificat, a 11 punts de l'ascens.[2]
- 30 de maig: el Figueres cau en 1a ronda de la Copa de la Lliga de Segona Divisió B al Mini Estadi contra el FC Barcelona C.[3]

## Plantilla
| Núm. | Pos. |                 | Jugador                                | Procedència                  | Temporada |
| ---- | ---- | --------------- | -------------------------------------- | ---------------------------- | --------- |
|      | POR  | Catalunya       | Francesc Boix Cubiña (Boix)            | CD Banyoles                  | 1978-1979 |
|      | POR  | País Basc       | Iñaki Azkune Uribarrena (Azkune)       | Bilbao Athletic              | 1984-1985 |
|      | POR  | Catalunya       | Antoni Font Bosch (A. Font)            | ?                            | 1984-1985 |
|      | DEF  | Catalunya       | Josep Serra Domènech (Serra)           | Girona FC                    | 1979-1980 |
|      | DEF  | Catalunya       | Emili Giralt Castellà (Giralt)         | CD Banyoles                  | 1980-1981 |
|      | DEF  | Catalunya       | Josep Maria Galán Font (Galán)         | juvenil                      | 1981-1982 |
|      | DEF  | Catalunya       | Emili Honrado Ruiz (Honrado)           | juvenil                      |           |
|      | DEF  | Catalunya       | Xavier Fabregó Serra (Fabregó)         | UE Olot                      | 1983-1984 |
|      | DEF  | Catalunya       | Lluís Majó Platell (Majó)              | Albacete Balompié            | 1983-1984 |
|      | DEF  | Catalunya       | Joan Font Sala (Font)                  | UE Olot                      | 1983-1984 |
|      | MIG  | Catalunya       | Josep Duran Pagès (Duran)              | Girona FC                    | 1977-1978 |
|      | MIG  | Catalunya       | Josep Molet Palau (Molet)              | Girona FC                    | 1980-1981 |
|      | MIG  | Astúries        | Manuel Antonio Menéndez López (Guache) | Atlético de Madrid B (cedit) | 1983-1984 |
|      | MIG  | Catalunya       | Josep Boada Vidal (Boada)              | Girona FC                    | 1984-1985 |
|      | MIG  | Andalusia       | Jesús Choya Ruiz (Choya)               | Sevilla (cedit)              | 1984-1985 |
|      | MIG  | Regió de Múrcia | Ginés Ayala Martínez (Ayala)           | Real Murcia CF               | 1984-1985 |
|      | DAV  | Catalunya       | Pere Vilarrodà Buxeda (Vilarrodà)      | CD Castelló                  | 1981-1982 |
|      | DAV  | Catalunya       | Joaquim Teixidor Puig (Teixidor)       | juvenil                      |           |
|      | DAV  | Catalunya       | Joaquín García Lara (Lara)             | FC Vilafranca                | 1983-1984 |
|      | DAV  | Catalunya       | Juan Luque López (Luque)               | UE Olot                      | 1983-1984 |
|      | DAV  | Argentina       | Luis José Lozano Artabe (Lozano)       | CD Castelló                  | 1984-1985 |
|      | DAV  | Catalunya       | Jorge Rebollo Alfonso (Rebollo)        | Cartagena FC                 | 1984-1985 |
|      | DAV  | Illes Balears   | Xavier Pascual Boada (Pascual)         | juvenil                      | 1984-1985 |
|      | DAV  | Catalunya       | Adán Lloveras García (Lloveras)        | juvenil                      | 1984-1985 |

Llegenda:  ·   Capità  ·   Juvenil  ·   Lesionat  ·   Altes  ·   Passaport europeu  ·   Extracomunitari  ·   Extracomunitari sense restricció
| Baixes                     | Destinació  |
| Miquel Juncà Benaset       | CD Banyoles |
| Sebastià Vila Fortet       | CD Banyoles |
| Antonio Ramos Pacheco      | CD Banyoles |
| Ignacio Daučík Ciboch      | Girona FC   |
| Antoni Brugués Comas       |             |
| Joaquim Garriga Subirana   |             |
| Joan Carles Portero Cuenda |             |
| Ramón Pujol Mercader       |             |
| Josep Planas Planas        |             |
| Jordi Comamala Trias       |             |
| Bosch                      |             |

## Resultats
| Amistosos |

| 29 juliol 1984                       | Betis | 0 – 0 (pp.)     | UE Figueres | Vilobí d'Onyar                                                 |  |
| V Torneig Vilobí d'Onyar - Semifinal |       | Mundo Deportivo |             | Camp de futbol municipal · Antonio Ignacio Lasheras de Cózar · |  |
|                                      |       | Tanda de penals |             |                                                                |  |
|                                      |       | 4 – 3           |             |                                                                |  |

| 3 agost 1984                            | Vilobí CF   | 0 – 0 (pp.)     | UE Figueres | Vilobí d'Onyar                       |           |
| V Torneig Vilobí d'Onyar - 3r i 4t lloc |             | El Punt         |             | Camp de futbol municipal · Antonio · |           |
|                                         |             | Tanda de penals |             |                                      |           |
| Bernils 82'                             | Bernils 82' | 9 – 8           | 87' Luque   | 87' Luque                            | 87' Luque |

| 5 agost 1984 | AE Vilabertran | 0 – 12               | UE Figueres                                  | Vilabertran                             |  |
|              |                | Los Sitios de Gerona | Rebollo · Luque · Lloveras · Pascual · Boada | Camp de futbol municipal · Casademont · |  |

| 11 agost 1984                        | Girona FC B | 1 – 0                | UE Figueres | Banyoles                                           |  |
| XXVI Torneig de l'Estany - Semifinal | Iñaki 12'   | Los Sitios de Gerona |             | Nou Municipal de Banyoles · Pere Canaleta Argemí · |  |

| 14 agost 1984                           | UE Olot | 0 – 5                | UE Figueres                                              | Banyoles                                 |  |
| XXVI Torneig de l'Estany - 3r i 4t lloc |         | Los Sitios de Gerona | 20' 44' Duran · 53' Lara · 64' Pascual · 68' (p.) Lozano | Nou Municipal de Banyoles · Casademont · |  |

| 16 agost 1984                           | UE Lleida | 0 – 1           | UE Figueres | Lleida                                  |  |
| XI Torneig Nostra Catalunya - Semifinal |           | Mundo Deportivo | 17' Lara    | Camp d'Esports · Sergi Albert Jiménez · |  |

| 24 agost 1984                             | CE Sabadell FC                       | 0 – 0 (pp.)     | UE Figueres                               | Lleida                                      |                                           |
| 19:30 XI Torneig Nostra Catalunya - Final |                                      | Mundo Deportivo |                                           | Camp d'Esports · Rafael Aparicio González · |                                           |
|                                           |                                      | Tanda de penals |                                           |                                             |                                           |
| Tanco · Golobart · Alcelay · Guitart      | Tanco · Golobart · Alcelay · Guitart | 1 – 3           | Molet · Guache · Fabregó · Majó · Rebollo | Molet · Guache · Fabregó · Majó · Rebollo   | Molet · Guache · Fabregó · Majó · Rebollo |

| 26 agost 1984 | UE Figueres | 0 – 0           | Defensor SC | Figueres                     |  |
|               |             | Mundo Deportivo |             | Camp del Far · Vegas Suñer · |  |

| Copa del Rei |

| 7 novembre 1984  | UE Figueres | 1 – 3           | CE Sabadell FC                        | Figueres                               |  |
| 2a ronda - Anada | Molet 84'   | Mundo Deportivo | 42' Saura · 62' Golobart · 65' Manolo | Camp del Far · José Ángel Paz García · |  |

| 28 novembre 1984   | CE Sabadell FC | 0 – 1           | UE Figueres | Sabadell                                  |  |
| 2a ronda - Tornada |                | Mundo Deportivo | 50' Molet   | Nova Creu Alta · Federico Pérez Gallego · |  |

| Segona Divisió B-Grup 1 |

| 1 setembre 1984 | SD Compostela             | 2 – 2           | UE Figueres            | Santiago de Compostel·la                                         |  |
| Jornada 1       | Melo 55' · Toni Pérez 54' | Mundo Deportivo | 32' Luque · 59' Guache | Estadio Municipal de Santa Isabel · José Elías Álvarez Sánchez · |  |

| 9 setembre 1984 | UE Figueres                                                                  | 10 – 2          | Avilés Industrial                 | Figueres                            |  |
| Jornada 2       | Pascual 2' 30' · Duran 5' · Luque 9' 48' 51' 63' · Molet 18' (p.) · Lara 74' | Mundo Deportivo | 32' (p.) Benjamín · 35' Domínguez | Camp del Far · José Seguí Marqués · |  |

| 23 setembre 1984 | UE Figueres            | 2 – 1           | CF Palencia | Figueres                              |  |
| Jornada 3        | Duran 63' · Lozano 88' | Mundo Deportivo | 22' Herrero | Camp del Far · Juan Ansuategui Roca · |  |

| 30 setembre 1984 | UE Lleida              | 2 – 0           | UE Figueres | Lleida                                     |  |
| Jornada 4        | Serna 62' · Azcona 85' | Mundo Deportivo |             | Camp d'Esports · Fernando Tresaco Gracia · |  |

| 7 octubre 1984 | UE Figueres           | 2 – 1           | Sporting Atlético | Figueres                                   |  |
| Jornada 5      | Duran 17' · Molet 86' | Mundo Deportivo | 31' Jaime         | Camp del Far · Fernando Julio Sáez Dahan · |  |

| 14 octubre 1984 | SD Erandio | 1 – 1           | UE Figueres | Erandio                                         |  |
| Jornada 6       | Mota 15'   | Mundo Deportivo | 44' Lara    | Nuevo Ategorri · Teodosio Hernández Velázquez · |  |

| 21 octubre 1984 | UE Figueres            | 2 – 3           | Sestao SC                                     | Figueres                                   |  |
| Jornada 7       | Lozano 52' · Luque 75' | Mundo Deportivo | 22' (p.) Primi · 37' Gorriarán · 75' Mandiola | Camp del Far · Martín José Ferrer Andión · |  |

| 28 octubre 1984 | Pontevedra CF                           | 3 – 3           | UE Figueres                  | Pontevedra                                       |  |
| Jornada 8       | Rivas 70' · Soneira 72' · Sanmartín 81' | Mundo Deportivo | 4' 87' Lara · 75' (p.) Molet | Estadi Municipal de Pasarón · Manuel Díaz Vega · |  |

| 1 novembre 1984 | Nàstic de Tarragona   | 2 – 2           | UE Figueres        | Tarragona                                         |  |
| Jornada 9       | Dani 26' · Colina 73' | Mundo Deportivo | 4' Boada · 6' Lara | Nou Estadi de Tarragona · Leonardo Esteban Díaz · |  |

| 4 novembre 1984 | UE Figueres          | 2 – 0           | Arosa SC | Figueres                                 |  |
| Jornada 10      | Luque 20' · Lara 56' | Mundo Deportivo |          | Camp del Far · Fernando Tresaco Gracia · |  |

| 11 novembre 1984 | Deportivo Alavés | 0 – 1           | UE Figueres | Vitòria                                        |  |
| Jornada 11       |                  | Mundo Deportivo | 92' Lara    | Estadi de Mendizorrotza · Reyes García Auñón · |  |

| 18 novembre 1984 | UE Figueres | 0 – 0           | Deportivo Aragón | Figueres                                        |  |
| Jornada 12       |             | Mundo Deportivo |                  | Camp del Far · José Manuel Andradas Asurmendi · |  |

| 25 novembre 1984 | UE Figueres                     | 2 – 0           | CA Osasuna B | Figueres                                   |  |
| Jornada 13       | De Luis 25' (p.p.) · Lozano 56' | Mundo Deportivo |              | Camp del Far · José Joaquín Iraola Pérez · |  |

| 2 desembre 1984 | FC Barcelona C                                        | 3 – 0           | UE Figueres | Barcelona                                 |  |
| Jornada 14      | Martín Domínguez 47' · Carrasco 56' · López López 82' | Mundo Deportivo |             | Miniestadi · José Elías Álvarez Sánchez · |  |

| 9 desembre 1984 | UE Figueres       | 2 – 2           | FC Andorra             | Figueres                                      |  |
| Jornada 15      | Vilarrodà 53' 60' | Mundo Deportivo | 13' Chera · 76' Molina | Camp del Far · Severo Javier González Lecue · |  |

| 16 desembre 1984 | CE Binèfar                         | 2 – 0           | UE Figueres | Binèfar                                |  |
| Jornada 16       | Larrañaga 6' (p.) · Barrachina 89' | Mundo Deportivo |             | Los Olmos · José Ignacio Macua Moneo · |  |

| 23 desembre 1984 | UE Figueres | 0 – 1           | Zamora CF   | Figueres                                       |  |
| Jornada 17       |             | Mundo Deportivo | 24' Pradera | Camp del Far · José Ignacio Nicolau Martínez · |  |

| 30 desembre 1984 | Real Sociedad B                   | 2 – 3           | UE Figueres                          | Sant Sebastià                                             |  |
| Jornada 18       | Font 4' (p.p.) · Urbieta 24' (p.) | Mundo Deportivo | 9' Luque · 62' Villarodà · 76' Molet | Camp de futbol de Larzabal · Rafael Mario Payesa Martín · |  |

| 6 gener 1985 | UE Figueres          | 2 – 1           | Andorra de Teruel | Figueres                                |  |
| Jornada 19   | Molet 19' · Lara 63' | Mundo Deportivo | 73' Pascual Sanz  | Camp del Far · Federico Pérez Gallego · |  |

| 13 gener 1985 | UE Figueres             | 2 – 0           | SD Compostela | Figueres                                      |  |
| Jornada 20    | Luque 22' · Rebollo 49' | Mundo Deportivo |               | Camp del Far · José Antonio Fernández Macho · |  |

| 20 gener 1985 | Avilés Industrial         | 2 – 2           | UE Figueres           | Avilés                                               |  |
| Jornada 21    | José Luis 49' · Calvo 75' | Mundo Deportivo | 54' Serra · 86' Choya | Estadio Román Suárez Puerta · Juan Ansuategui Roca · |  |

| 27 gener 1985 | UE Figueres  | 1 – 1           | Nàstic de Tarragona | Figueres                              |  |
| Jornada 22    | Vilarrodà 9' | Mundo Deportivo | 76' Vizcaíno        | Camp del Far · Eduardo Villena Peña · |  |

| 3 febrer 1985 | CF Palencia              | 2 – 2           | UE Figueres       | Palència                                                      |  |
| Jornada 23    | Víctor 57' · Camacho 80' | Mundo Deportivo | 24' 52' Vilarrodà | Estadio municipal de La Balastera · Vicente Sánchez Cazorla · |  |

| 10 febrer 1985 | UE Figueres        | 1 – 1           | UE Lleida | Figueres                                  |  |
| Jornada 24     | Vilarrodà 62' (p.) | Mundo Deportivo | 88' Oliva | Camp del Far · José Luis Díaz Rodríguez · |  |

| 17 febrer 1985 | Sporting Atlético                   | 2 – 1           | UE Figueres       | Gijón                                                      |  |
| Jornada 25     | Joaquín Villa 62' (p.) · Luismi 73' | Mundo Deportivo | 8' (p.) Vilarrodà | Escuela de fútbol de Mareo · José Pablo Montes Espigares · |  |

| 24 febrer 1985 | UE Figueres                 | 3 – 0           | SD Erandio | Figueres                            |  |
| Jornada 26     | Rebollo 56' · Luque 61' 85' | Mundo Deportivo |            | Camp del Far · Alonso Gómez López · |  |

| 3 març 1985 | Sestao SC | 0 – 0           | UE Figueres | Sestao                            |  |
| Jornada 27  |           | Mundo Deportivo |             | Las Llanas · Jorge Gómez Barril · |  |

| 10 març 1985 | UE Figueres                       | 3 – 0           | Pontevedra CF | Figueres                                 |  |
| Jornada 28   | Duran 39' · Lozano 70' · Lara 89' | Mundo Deportivo |               | Camp del Far · Rafael Moreda Alejandre · |  |

| 17 març 1985 | Arosa SC                        | 2 – 1           | UE Figueres | Vilagarcía de Arousa                      |  |
| Jornada 29   | Rafa Sáez 32' · Barrio 41' (p.) | Mundo Deportivo | 44' Lara    | A Lomba · José Enrique Rubio Valdivieso · |  |

| 24 març 1985 | UE Figueres                 | 2 – 2           | Deportivo Alavés | Figueres                                 |  |
| Jornada 30   | Duran 85' · Lozano 88' (p.) | Mundo Deportivo | 55' 77' Gregory  | Camp del Far · Manuel Abucide Ferreiro · |  |

| 31 març 1985 | Deportivo Aragón | 0 – 1           | UE Figueres | Saragossa                                      |  |
| Jornada 31   |                  | Mundo Deportivo | 54' Lozano  | Estadi de La Romareda · Eduardo Villena Peña · |  |

| 8 abril 1985 | CA Osasuna B | 2 – 2           | UE Figueres              | Pamplona                                                        |  |
| Jornada 32   | Asín 37' 95' | Mundo Deportivo | 9' Luque · 84' Vilarrodà | Instalaciones Deportivas de Tajonar · Vicente Sánchez Cazorla · |  |

| 13 abril 1985 | UE Figueres            | 2 – 3           | FC Barcelona C              | Figueres                              |  |
| Jornada 33    | Duran 41' · Lozano 73' | Mundo Deportivo | 20' 55' (p.) 70' (p.) Nayim | Camp del Far · Juan Ansuategui Roca · |  |

| 21 abril 1985 | FC Andorra | 1 – 0           | UE Figueres | Andorra la Vella                                     |  |
| Jornada 34    | Casas 80'  | Mundo Deportivo |             | Camp de Prada de Moles · Fernando Julio Sáez Dahan · |  |

| 28 abril 1985 | UE Figueres            | 2 – 1           | CE Binèfar         | Figueres                               |  |
| Jornada 35    | Duran 75' · Lozano 93' | Mundo Deportivo | 89' (p.) Larrañaga | Camp del Far · Iñaki Alzola Magallón · |  |

| 5 maig 1985 | Zamora CF  | 1 – 1           | UE Figueres | Zamora                                       |  |
| Jornada 36  | Felipe 51' | Mundo Deportivo | 45' Lozano  | Estadio de La Vaguada · José Chicón Chaves · |  |

| 12 maig 1985 | UE Figueres           | 2 – 1           | Real Sociedad B        | Figueres                             |  |
| Jornada 37   | Lara 42' · Lozano 68' | Mundo Deportivo | 73' Martín Begiristain | Camp del Far · Jesús Rivera Pastor · |  |

| 19 maig 1985 | Andorra de Teruel | 1 – 1           | UE Figueres | Terol                                                   |  |
| Jornada 38   | Garcés 60'        | Mundo Deportivo | 20' Boada   | Estadi Juan Antonio Endeiza · Juan Manuel Brito Arceo · |  |

| Copa de la Lliga de Segona Divisió B |

| 25 maig 1985     | UE Figueres | 1 – 1           | FC Barcelona C       | Figueres                                  |  |
| 1a ronda - Anada | Duran 83'   | Mundo Deportivo | 38' Martín Domínguez | Camp del Far · Manuel Periset Hernández · |  |

| 30 maig 1985       | FC Barcelona C | 1 – 0           | UE Figueres | Barcelona                                |  |
| 1a ronda - Tornada | Campos 6'      | Mundo Deportivo |             | Miniestadi · José Joaquín Iraola Pérez · |  |

## Classificació
| Pos. | Equip               | J  | G  | E  | P  | GF | GC | DG  | pts. |
| --- | ------------------- | -- | -- | -- | -- | -- | -- | --- | ---- |
| 1r | Sestao SC           | 38 | 23 | 9  | 6  | 59 | 28 | +31 | 55   |
| 2n | Deportivo Aragón    | 38 | 23 | 8  | 7  | 56 | 31 | +25 | 54   |
| 3r | Deportivo Alavés    | 38 | 19 | 12 | 7  | 70 | 38 | +32 | 50   |
| 4t | Andorra de Teruel   | 38 | 16 | 14 | 8  | 51 | 38 | +13 | 46   |
| 5è | UE Figueres         | 38 | 14 | 15 | 9  | 65 | 50 | +15 | 43   |
| 6è | UE Lleida           | 38 | 15 | 12 | 11 | 51 | 45 | +6  | 42   |
| 7è | Pontevedra CF       | 38 | 12 | 17 | 9  | 56 | 41 | +15 | 41   |
| 8è | CE Binèfar          | 38 | 15 | 10 | 13 | 49 | 40 | +9  | 40   |
| 9è | FC Andorra          | 38 | 13 | 12 | 13 | 51 | 57 | -6  | 38   |
| 10è | Sporting Atlético   | 38 | 12 | 12 | 14 | 43 | 48 | -5  | 36   |
| 11è | Zamora CF           | 38 | 15 | 6  | 17 | 41 | 54 | -13 | 36   |
| 12è | CF Palencia         | 38 | 13 | 10 | 15 | 47 | 46 | +1  | 36   |
| 13è | Nàstic de Tarragona | 38 | 13 | 9  | 16 | 41 | 44 | -3  | 35   |
| 14è | Arosa SC            | 38 | 12 | 11 | 15 | 44 | 52 | -8  | 35   |
| 15è | SD Compostela       | 38 | 9  | 16 | 13 | 41 | 55 | -14 | 34   |
| 16è | FC Barcelona C      | 38 | 11 | 11 | 16 | 54 | 62 | -8  | 33   |
| 17è | Real Sociedad B     | 38 | 10 | 13 | 15 | 41 | 47 | -6  | 33   |
| 18è | CA Osasuna B        | 38 | 11 | 8  | 19 | 42 | 55 | -13 | 30   |
| 19è | Avilés Industrial   | 38 | 7  | 13 | 18 | 47 | 62 | -15 | 27   |
| 20è | SD Erandio          | 38 | 4  | 8  | 26 | 38 | 94 | -56 | 16   |
| En verd, els equips que ascendiren a Segona Divisió A, i en vermell, els que descendiren a Tercera Divisió. |                     |    |    |    |    |    |    |     |      |

## Estadístiques individuals
| Jugador                              | P. | T. | S. | M.   | G. | TG | TV |
| ------------------------------------ | -- | -- | -- | ---- | -- | -- | -- |
| Francesc Boix Cubiña                 | 38 | 38 | 0  | 3420 | 0  | 5  | 0  |
| Joan Font Sala                       | 35 | 35 | 0  | 3150 | 0  | 6  | 0  |
| Xavier Fabregó Serra                 | 39 | 27 | 2  | 2390 | 0  | 2  | 1  |
| Emili Giralt Castellà                | 28 | 24 | 4  | 2138 | 0  | 6  | 1  |
| Lluís Majó Platell                   | 26 | 24 | 2  | 2193 | 0  | 6  | 1  |
| Josep Boada Vidal                    | 38 | 35 | 3  | 3174 | 2  | 3  | 0  |
| Josep Duran Pagès                    | 33 | 33 | 0  | 2869 | 7  | 5  | 0  |
| Josep Molet Palau                    | 23 | 23 | 0  | 1991 | 5  | 4  | 0  |
| Joaquín García Lara                  | 38 | 35 | 3  | 3094 | 11 | 2  | 0  |
| Juan Luque López                     | 32 | 32 | 0  | 2768 | 13 | 8  | 1  |
| Luis José Lozano Artabe              | 33 | 23 | 10 | 2090 | 10 | 5  | 1  |
| Joaquim Garriga Subirana             | 0  | 0  | 0  | 0    | 0  | 0  | 0  |
| Antoni Font Bosch                    | 0  | 0  | 0  | 0    | 0  | 0  | 0  |
| Pere Vilarrodà Buxeda                | 24 | 22 | 2  | 1870 | 8  | 3  | 0  |
| Jorge Rebollo Alfonso                | 27 | 18 | 9  | 1671 | 3  | 3  | 1  |
| Josep Serra Domènech                 | 18 | 15 | 3  | 1283 | 1  | 2  | 0  |
| Manuel Antonio Menéndez López Guache | 16 | 15 | 1  | 1255 | 0  | 2  | 0  |
| Jesús Choya Ruiz                     | 14 | 8  | 6  | 830  | 2  | 1  | 0  |
| Josep Maria Galán Font               | 9  | 5  | 4  | 599  | 0  | 0  | 0  |
| Xavier Pascual Boada                 | 9  | 3  | 6  | 325  | 2  | 1  | 0  |
| Ginés Ayala Martínez                 | 6  | 2  | 4  | 269  | 0  | 0  | 0  |
| Emili Honrado Ruiz                   | 2  | 1  | 1  | 100  | 0  | 0  | 0  |
| Joaquim Teixidor Puig                | 2  | 0  | 2  | 38   | 0  | 0  | 0  |
| Adán Lloveras García                 | 1  | 0  | 1  | 10   | 0  | 0  | 0  |